# Тунарі (Ілфов)
Тунарі (рум. Tunari) — село у повіті Ілфов в Румунії. Входить до складу комуни Тунарі.
Село розташоване на відстані 12 км на північ від Бухареста, 130 км на південь від Брашова.

## Населення
За даними перепису населення 2002 року у селі проживали 3617 осіб.
Національний склад населення села:
| Національність | Кількість осіб | Відсоток |
| -------------- | -------------- | -------- |
| румуни         | 3530           | 97,6%    |
| цигани         | 80             | 2,2%     |

Рідною мовою назвали:
| Мова      | Кількість осіб | Відсоток |
| --------- | -------------- | -------- |
| румунська | 3577           | 98,9%    |
| циганська | 35             | 1,0%     |